# Piero Dorazio
Piero Dorazio (né  le 29 juin 1927 à Rome - mort le 17 mai 2005 à Pérouse Ombrie) est un peintre italien du XXe siècle et un des pères de l'abstraction italienne.

## Biographie
Piero Dorazio participe très jeune au mouvement des idées qui secoue la péninsule à la Libération. Dès la fin du conflit en 1945, Mussolini est exécuté le 28 avril et les Allemands capitulent le 2 mai. Dorazio constitue avec des amis (Guerrini, Perilli, Vespignani...) le groupe Arte sociale, qui aspire à un renouvellement social et culturel de l'Italie. La première exposition du groupe a lieu en mars 1946 à Rome, dans un local du Parti socialiste italien.
Son processus créatif consiste en l'emploi de couleurs vives et contrastées dans le but de créer du rythme et de la structure dans ses œuvres. L'artiste cherche avant tout à créer des effets, tant physique que psychiques sur le spectateur grâce à son travail sur la couleur et son influence sur les émotions.

## Source
- (de) Cet article est partiellement ou en totalité issu de l’article de Wikipédia en allemand intitulé « Piero Dorazio » (voir la liste des auteurs).